# Dávodi földvári-tó természetvédelmi terület
A Dávodi Földvári-tó egy természetvédelmi terület Magyarország déli részén, a Mohácsi-szigeten, Dávod településtől nyugatra található. Nevét a tőle nyugatra lévő Földvár-dombon álló, ősi földvárról kapta, melynek nyomai máig fellelhetők.

## Eredete
Eredetét tekintve már a korabeli térképeken is szerepel, de ott még, mit a Duna egyik ágának fejlett kanyarulata. Ez a kanyarulat a későbbiek (XVIII. sz.) során túlfejlődött, majd a folyóvándorlások természetes velejárójaként lefűződött. Ezt követően lassú feltöltődése kezdődött meg és a szukcessziós folyamatok is elindultak rajta.
A Földvári-tó, csakúgy, mint a környező egyéb vizek kiváló halászóhelyek voltak, nem véletlen, hogy Dávod települést hosszú évtizedeken át zömmel halászok és azok családjaik lakták.

## Jelene
A XX. században a tó intenzív halászati hasznosításban volt a helyi termelőszövetkezet kezelésében, majd a 90-es években az erősen feliszapolódott tó a Kiskunsági Nemzeti Park Igazgatósághoz (KNPI) került. A nemzeti parkok terület-módosítását követően 2004-ben átkerült a Duna–Dráva Nemzeti Park Igazgatósághoz (DDNPI). Néhány évig próbálkoztak ugyan halászati hasznosítással, de az erős feltöltődés és a műtárgyak nagyfokú elhanyagoltsága miatt ez a tevékenység már messze nem volt kifizetődő.
Jelenleg (2000 óta) országos jelentőségű természetvédelmi terület, melynek a kezelési tervét a közelmúltban a Baja Ifjúsági Természetvédelmi Egyesület (BITE) készítette el a korábbi, helyszínen végzett vizsgálatokra alapozva.

## Élővilága
A néhol kiszélesedő, máshol keskenyebb nádfallal övezett tó és környéke igen gazdag vízi világnak biztosít élőhelyet. Több mint 100 védett madárfaj fészkel a területen, valamint számos további faj használja táplálkozó-, vonuló-, és pihenőhelyéül. Többek között olyan ritkaságok is fészkelnek itt, mint a cigányréce, a barna kánya, a rétisas, de a nyári lúdak jelentős állománya is említést érdemel. A nagy kiterjedésű, összefüggő nádasban tradicionális gémtelep található, melyben szürke gém, vörös gém, kis kócsag, nagy kócsag, valamint bakcsó is szép számmal fészkel, de egyes években az üstökösgém és a kanalasgém is megfigyelhető a költési időszakban. Az ingoványos részeken guvat, vízityúk és kis vízicsibe, a környező mély fekvésű területeken bíbic és piroslábú cankó is él.

## Kutatása
Kiemelkedő a nádi énekesmadarak sokfélesége is, a DDNPI szakemberei évek óta komoly munkával járulnak hozzá e fajok vizsgálatához, vonuláskutatásához. A terület háborítatlanságát, a természeti értékek védelmét a Természetvédelmi őrszolgálat tagjai rendszeres területellenőrzéssel biztosítják és a szükséges monitoring-megfigyeléseket, -vizsgálatokat is ők végzik.